# Daphnopsis cuneata
Daphnopsis cuneata är en tibastväxtart. Daphnopsis cuneata ingår i släktet Daphnopsis och familjen tibastväxter.

## Underarter
Arten delas in i följande underarter:
- D. c. cuneata
- D. c. maestrensis
- D. c. uniflora